# La Chambre indiscrète
Pour plus de détails, voir Fiche technique et Distribution.
La Chambre indiscrète (titre original : The L-Shaped Room) est un film britannique réalisé par Bryan Forbes, sorti en 1962.

## Synopsis
Jane Fosset, une Française dans la trentaine, quitte sa province pour Londres où elle a une aventure avec un jeune acteur au chômage rencontré dans la rue. Elle loue une chambre meublée en forme de L dans une pension miteuse du quartier de Notting Hill et, découvrant qu'elle est enceinte, envisage d'avorter. Après une consultation chez un gynécologue de fortune, elle décide de garder l'enfant. Elle noue une relation amoureuse avec Toby, un locataire de la pension et écrivain en mal d'inspiration. Leur histoire d'amour déplaît à Johnny, un jazzman voisin de Jane et ami de Toby. 
Johnny sait que Jane est enceinte, car il entend tout à travers la cloison mince comme du papier. Il révèle la grossesse de Jane à Toby qui la quitte brutalement. Désespérée, Jane tente d'avorter en ingurgitant des pilules. Sa tentative échoue et, finalement, c'est avec soulagement qu'elle accepte sa grossesse. Toby lui revient, mais refuse la paternité de l'enfant. Il rend visite à Jane à l'hôpital où elle a accouché et lui présente le manuscrit qu'il vient d'achever, une histoire intitulée La Chambre en forme de L. Après sa sortie de l'hôpital et avant de regagner la France, Jane passe à la pension où elle laisse un petit mot à l'intention Toby, lui disant que l'histoire qu'il a écrite est charmante, mais qu'elle n'est pas finie.

## Fiche technique
- Titre : La Chambre indiscrète
- Titre original : The L-Shaped Room
- Réalisation : Bryan Forbes
- Scénario : Bryan Forbes d'après le roman de Lynne Reid Banks, The L-Shaped Room (Londres, 1960)
- Photographie : Douglas Slocombe
- Son : George Stephenson, Red Law
- Montage : Anthony Harvey
- Musique : John Barry
- Musiques additionnelles : 
  - Concerto pour piano no 1 de Brahms interprété par Peter Katin
  - Chanson Take Me Back to Dear Old Blighty (en) (1916), paroles et musique de Arthur J. Mills, Fred Godfrey et Bennett Scott, interprétée par Cicely Courtneidge
- Direction artistique : Ray Simm
- Décors : Peter James
- Costumes : Beatrice Dawson
- Pays de production :  Royaume-Uni
- Producteurs : Richard Attenborough, James Woolf et John Woolf (non crédité)
- Producteur associé : Jack Rix
- Société de production : Romulus Films
- Sociétés de distribution : Davis-Royal Films International, Columbia Pictures
- Format : noir et blanc — 35 mm — 1,85:1 — monophonique
- Genre : drame
- Durée : 126 minutes
- Date de sortie :
  - Royaume-Uni : 20 novembre 1962
- Affiches : Macario Gómez Quibus (Espagne), Georges Kerfyser (France)

## Distribution
- Leslie Caron : Jane Fosset
- Tom Bell : Toby
- Brock Peters : Johnny
- Cicely Courtneidge : Mavis
- Emlyn Williams : le docteur Weaver
- Anthony Booth : l'homme de rencontre
- Avis Bunnage : Doris
- Patricia Phoenix : Sonia
- Mark Eden : Terry
- Bernard Lee : Charlie
- Nanette Newman : la fille
- Kay Walsh (non créditée) : une prostituée

## Distinctions

### Récompenses
- BAFTA 1962 : BAFTA de la meilleure actrice à Leslie Caron
- National Board of Review 1963 : un des dix meilleurs films de l'année
- New York Times Film Critic 1963 : un des dix meilleurs films de l'année
- Golden Globe 1964 : Golden Globe de la meilleure actrice dans un film dramatique à Leslie Caron
- Laurel Awards 1964 : Laurel d'or de la meilleure interprète à Leslie Caron (3e place)

### Nominations
- Oscars 1963 : Leslie Caron nommée pour l'Oscar de la meilleure actrice
- BAFTA 1963 : nommé pour le BAFTA du meilleur film
- BAFTA 1963 : nommé pour le BAFTA du meilleur film (toutes sources)
- Golden Globe 1964 : film nommé pour le prix Samuel Goldwyn